# Rebecca Wiasak
Rebecca Wiasak (Geelong, Victòria, 24 de maig de 1984) és una ciclista australiana que ha destacat en la pista, encara que també competeix en carretera. S'ha proclamat dos cops Campiona del món de persecució.

## Palmarès en pista
- 2015
  -  Campiona del món en Persecució
- 2016
  -  Campiona del món en Persecució
- 2017
  -  Campiona d'Austràlia en Persecució

### Resultats a laCopa del Món en pista
- 2013-2014
  - 1a a la Classificació general i a la prova d'Aguascalientes, en Persecució
- 2016-2017
  - 1a a Cali, en Persecució per equips

## Palmarès en ruta
- 2011
  - 1a a la Geelong Tour i vencedora d'una etapa
  - Vencedora d'una etapa de la Canberra Tour
- 2012
  - Vencedora d'una etapa de la Canberra Tour
- 2014
  - Vencedora d'una etapa a la Gracia Orlová
  - Vencedora d'una etapa de la Tour of the Murray River